# 指板

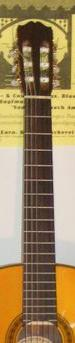
フレットのあるギターの指板

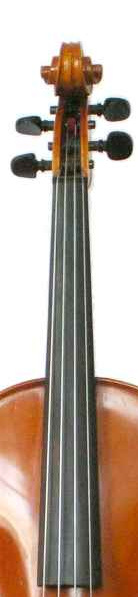
フレットの無いヴァイオリンの指板

指板（しばん、フィンガーボード、フレットボードとも）は、弦楽器の一部分である。ネックの表面に貼られた薄く長い木片で、この上に弦が張られる。演奏時に弦を指板に押さえつける位置を変えることにより、振動長を変え、結果的に音程が変わる。

## フレット

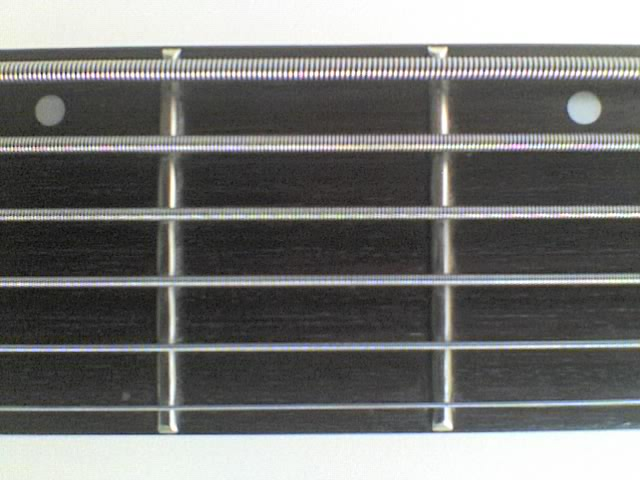
6弦ベースの指板

指板にはフレットが打たれる場合がある。これは指板上の弦を押さえる位置に、弦に垂直に取り付ける堅い突起である。フレットによって演奏者は弦の同じ位置を押さえることが出来、また、指だけで押さえた場合のような振動の減衰を抑えられる。弓を使う楽器では通常フレットは打たれない。これらの楽器では弓でこすり続けることにより持続的に音を出すため、振動の減衰は問題にはならない。何番目のフレットであるかを容易に確認するため、指板上にはインレイでマークされることが多い。
長期間の使用に伴いフレットは摩耗し、その結果「ビビり」が発生し、楽器は使い物にならなくなる。この問題の解消のためには、フレットの打ち直しが必要となる。

## 素材
擦弦楽器（ヴァイオリン、ヴィオラ、チェロ、コントラバス）では主にエボニー、ローズウッド、その他の広葉樹が使われる。ギターではメイプルの指板（貼り/ワンピース）やローズウッドのワンピース指板等も用いられる。近年の先進的ギター製造者は炭素繊維強化プラスチック等の非木材のより軽い素材を指板に使用することもある。

## パラメーター

ナット側から見た指板形状、パラメーター

一般的に、指板は長い長方形の板である。ギター、マンドリン、ウクレレやこれらに類する撥弦楽器では指板は広く平らだが、指板の幅に対して半径の大きい円筒面あるいは円錐面であるものもある。楽器仕様に示される「指板半径」はナット部分での曲率半径である。
多くの擦弦楽器では個々の弦に対する弓へのゆとりを与えるため、目に見てわかるほどのカーブが指板、ナット、ブリッジに付けられている
指板の長さ、幅、厚さおよび密度は楽器の音色に影響を与えうる。
多くの指板は以下のようなパラメータによって完全に説明される:
- w1 — ナット部での幅（ヘッド側）
- w2 — スケール半分の位置での幅（フレット付き楽器の場合は、通常12フレット）
- h1 — ナット部での側面の高さ（厚さ）
- h2 — スケール半分の位置での側面の高さ（厚さ）
- r — 半径（一定とは限らない）

### 指板半径

指板形状ごとの r(x) のグラフ

半径rと、その指板上での変化により、指板は次の4種類に分類される:
| 1 | フラット       | ナット側、ブリッジ側の両方で平らである。すべての弦は同一平面上にあり、楽器には指板半径が無い（言い方を変えれば半径は無限である）。                                                                                           | {\displaystyle r=\infty }                                      |
| 2 | シリンドリカル | 指板は一定の半径を持ち、指板、ナット、ブリッジの半径は同一である（厳密に言うと、指板の半径はブリッジ、ナットより僅かに小さい）。                                                                                             | {\displaystyle r=r_{1}=r_{2}=const}                            |
| 3 | コニカル       | 指板上の半径が変化する。普通は{\displaystyle r_{1}}から{\displaystyle r_{2}}に向かってリニアに増える。これはコンパウンド・ラジウスと呼ばれることもある。ナットとブリッジの両方がカーブしているが、ナットの方が半径は小さい。 | {\displaystyle r(x)=r_{1}+{\frac {x}{l}}(r_{2}-r_{1})}         |
| 4 | コンパウンド   | 厳密なコニカルでなく、カーブしたナットと平らなブリッジを持つ。指板上のすべての部分がカーブしているが、厳密な円錐形ではない。                                                                                                 | {\displaystyle r(x)=f(x)}、通常は {\displaystyle r(l)=\infty } |

ノート:
- {\displaystyle l}はスケール。
- {\displaystyle x}は指板上を 0（ナット側）から {\displaystyle l}まで変化する、指板上の位置をあらわす指標。
- {\displaystyle r(x)}は{\displaystyle x}における指板上の半径。
- {\displaystyle f(x)}は非線形関数。

クラシック・ギターやいくつかの12弦ギター、またスティール弦アコースティックギターのうち僅かな機種ではフラット指板が使用されている。その他のほとんどのギターでは何らかのカーブがかかった指板だが、最近の5弦ベース、6弦ベースにはフラット指板の物もある。
ギターでは小さな半径（9-10"）がコード弾きやリズムギターに向き、大きな半径（12"-16"、あるいはそれ以上）は速弾きのソロに向くと言われている。コニカル、コンパウンド指板はこの両特性を求めた物である。ナット側の半径が小さくなっているのでコードを押さえやすく、半径の大きなブリッジ側ではソロプレイをしやすく、また「フレット・アウト（チョーキング中に高フレット側に指がずれてしまう）」を防ぐことが出来る。
擦弦楽器では隣接する弦の重音奏法を可能にするため、カーブした指板を使用する傾向がある。現代的なヴァイオリン属やコントラバスでは特に強くカーブしている。しかし、若干の古典的な擦弦楽器ではフラットである。

### 例
楽器ごとの指板パラメーターを以下に示す:
| Model                                    | r                                                                                    | w1                 | w2                 |
| ---------------------------------------- | ------------------------------------------------------------------------------------ | ------------------ | ------------------ |
| 現行品フェンダー上位機種ギター           | 10"（ナット）から14"（ヒール）のコンパウンド。                                       | 1 11/16" (42.8 mm) |                    |
| 現行品フェンダー廉価版ギター             | 12"                                                                                  | 1 11/16" (42.8 mm) |                    |
| フェンダーのヴィンテージギター           | 7.25" (184.1 mm)                                                                     |                    |                    |
| ギブソン・レスポール                     | 10"（ナット）から16"（ヒール）のコンパウンド。                                       | 1 11/16" (42.8 mm) |                    |
| ギブソンのヴィンテージや廉価版ギター     | 12"                                                                                  | 1 11/16" (42.8 mm) |                    |
| アイバニーズ                             | 17" (430 mm)                                                                         |                    |                    |
| ジャクソン/シャーベル                    | 12"（ナット）から16"（ヒール）のコンパウンド。コンパウンドは新しいギターでは一般的。 |                    |                    |
| トム・アンダーソン                       | 12"（ナット）から14"（ヒール）のコンパウンド。                                       |                    |                    |
| ワーモス                                 | 10"（ナット）から16"（ヒール）のコンパウンド。                                       |                    |                    |
| PRS レギュラー                           | 10" (254 mm)                                                                         | 1 21/32" (42 mm)   | 2.25" (57.1 mm)    |
| PRS・ワイド・ファット、ワイド・シン      | 10" (254 mm)                                                                         | 1 11/16" (42.8 mm) | 2.25" (57.1 mm)    |
| PRS・513                                 | 10" (254 mm)                                                                         | 1 43/64" (42.4 mm) | 2 3/16" (55.5 mm)  |
| PRS・ハイランド                          | 10" (254 mm)                                                                         | 1 21/32" (42 mm)   | 2 7/32" (56.3 mm)  |
| PRS・サンタナ                            | 11 1/2" (292 mm)                                                                     | 1 21/32” (42 mm)   | 2.25" (57.1 mm)    |
| PRS・カスタム22/12                       | 11 1/2" (292 mm)                                                                     | 1 47/64" (44 mm)   | 2 19/64" (58.3 mm) |
| 一般的なLSRローラーナット用の規格        | 9.5" to 10" (241 mm to 254 mm)                                                       |                    |                    |
| 一般的なフロイド・ローズブリッジ用の規格 | 10" (254 mm)                                                                         |                    |                    |
| フルサイズ (4/4) ヴァイオリン            | 42 mm                                                                                | 24 mm              | 40 mm              |